# РАБИС
РАБИС или Сорабис (Союз работников искусств), с 1924 года Всерабис (Всесоюзный профессиональный союз работников искусств) — массовая профессиональная организация в России и затем в СССР, объединяющая на добровольных началах всех работников искусств.

## История
В мае 1919 года состоялся Первый Всероссийский съезд работников искусств, учредивший свой профсоюз — РАБИС (аббревиатура от слов «РАБотники ИСкусства»). Став первым творческим объединением страны, эта организация объединила множество мелких союзов — Союз актёров, Союз рабочих сцены, Союз театральных служащих, Союз живописцев, Союз скульпторов, Союз оркестрантов и т. д., которые уже существовали к моменту созыва съезда. В областных центрах и в крупных городах создавались местные Союзы работников искусств, а те, что были созданы ранее, переподчинялись вновь созданному РАБИС.
Второй Всероссийский съезд работников искусств состоялся 2—10 июня 1920 года. В его работе приняли участие более ста делегатов, представлявших 50780 профессионально-организованных членов Всерабиса. Многих руководителей Всероссийского РАБИСА (Всерабиса) категорически не удовлетворяло не только их слабое представительство в Наркомпросе, но и характер отношений, сложившихся между этим государственным ведомством и профсоюзом. Непосредственно участвуя в работе наркомата, представители союза видели, что основное внимание руководства наркомата в первую очередь было уделено области просвещения, школам, вопросы же руководства искусством явно отошли на второй план. Поэтому союз и выдвинул идею создания самостоятельного наркомата искусств. Всерабис ещё неоднократно возвращался к этой идее, убеждая ВЦСПС и правительство в необходимости такого наркомата. В итоге данная идея всё же была реализована, но в качественно иных условиях и в несколько ином виде. В 1920 году Наркомат просвещения предложил иной выход, — 29 октября 1920 года на совместном заседании президиума ЦК Всерабиса, коммунистической фракции ЦК и коллегии художественного сектора Наркомпроса было принято принципиальное решение «… предложить Рабису принимать участие в управлении искусством только через своих представителей в Наркомпросе», руководству и местным комитетам союза запрещалось вмешиваться непосредственно в область управления, отменять или приостанавливать распоряжения государственных органов.
Организация РАБИС, работавшая исключительно по производственному принципу, способствовала не только улучшению экономического, бытового и культурного обслуживания работников искусств, но и развитию организации, хозяйственных форм руководства и управления художественной практикой. РАБИС возглавлялся Центральным комитетом, избираемым на всесоюзных съездах работников искусств, и соответствующими руководящими органами на местах (краевыми, областными, районными).
В 1921 году именно журнал «Вестник работников искусств» сыграл важную роль в подготовке III Всероссийского съезда Всерабис. Третий Всероссийский съезд союза работников искусств состоялся 2-8 октября 1921 года. Он завершил первый этап организационного становления союза. В стране активно работали уже 665 отделов Все-рабиса. 183 делегата приехали на съезд с решающим голосом, 83 — с совещательным. Съезд внёс в устав союза ряд изменений. Внутреннее построение союза по секциям было сохранено. Но если устав 1918 года закреплял секции как временную переходную меру, то устав 1920 года закрепил их существование окончательно, существенно расширив права. Для полного выполнения и лучшего обслуживания специфических интересов и особенностей быта отдельных категорий работников устав 1920 года закрепил существование следующих секций: артистов (драмы, оперы, оперетты, балета, цирка, эстрады), музыкантов, работников ИЗО, кино- и фотоработников, работников художественной литературы, рабочих и служащих театра.
Одним из главных вопросов, обсуждавшихся на Втором съезде, было предложение о слиянии союза Всерабис с союзом работников просвещения. Наиболее последовательным сторонником слияния был заместитель наркома просвещения Е. А. Литкенс, который, несмотря на недовольство руководителей и рядовых членов Всерабиса и Рабпроса, сумел убедить членов президиума ВЦСПС в оправданности такого эксперимента. 28 января 1921 года президиум принял соответствующее решение. Постановлением Исполкома ВЦСПС от 1 июля 1921 года Всероссийский профессиональный союз работников искусств был слит с профессиональным союзом работников просвещения. Многие делегаты съезда открыто говорили о своём отрицательном отношении к этому постановлению, но отстоять свою позицию, не сумели. Красноречива итоговая формулировка принятого съездом решения — «проводить слияние постепенно», «особенно на местах». Формально слияние произошло путём избрания единого ЦК на совместном заседании делегатов всероссийских съездов работников просвещения и работников искусств 8 октября 1921 года Новый союз был назван Всероссийским профессиональным союзом работников просвещения и искусств или Всероссийский союз работников искусств и работников просвещения (Всеиспрос), однако просуществовал он недолго и в мае 1922 года подвергся очередной реорганизации.
С 1923 года РАБИС снова существовал как самостоятельная профсоюзная организация. На 6-м съезде (1923) было принято решение о культурном шефстве над армией. С 1924 года РАБИС назывался Всесоюзным профессиональным союзом работников искусств (ВСЕРАБИС).
Постановлением IV пленума ВЦСПС от 5 сентября 1934 года профсоюз работников искусств был разделён на два самостоятельных профсоюза: кинофотоработников и работников искусств.
С 1927 года печатным органом стал журнал «Рабис».
В апреле 1928 года в составе Наркомпроса было создано Главное управление по делам художественной литературы и искусства (далее Главискусство), а впоследствии, в 1936 года был создан общесоюзный орган — Комитет по делам искусств при СНК СССР.
Особый размах шефская работа приняла в годы Великой Отечественной войны. В 1953 ВСЕРАБИС влился в единый профессиональный союз работников культуры.

## Руководители и количество членов
Первым председателем профессионального СОРАБИСа был скульптор Блох, Михаил Фёдорович, расстрелянный за шпионаж в пользу Польши в 1920 году.
Руководителями РАБИСа были:
- Ю. М. Славинский (первый председатель ЦК Рабис),
- Я. О. Боярский (1929—1936)[1],
- А. И. Пашковский (1936—1940)[5][6],
- А. В. Покровский (1940—1947)[7],
- П. А. Тарасов (1947—1949)[8],
- Н. Ф. Гаврилов (1949—1953)[9][10].

В 1923 РАБИС насчитывал 50 тыс. членов, в 1926 — 81 тыс., в 1953—150 тыс.

## ОГПУи Сорабис
Некоторые работники Политконтроля ОГПУ, они же зачастую и цензоры, были агентами ОГПУ, числившимися членами профсоюза СОРАБИС (Союза работников искусств), что прослеживается из их послужного списка. С конспиративными целями они часто меняли профсоюзные книжки, называемые профсоюзными «липами», которыми их снабжала Секретно-оперативная часть ОГПУ. Документ из архива подтверждает это:
```
«
Совершенно секретно

В союз работников искусств.

Секретная Оперативная Часть Полномочного Представителя ОГПУ в 
Ленинградском военном округе
 настоящим просит выдать (10) штук членских книжек для секретно-оперативных работ под ответственность ПП ОГПУ в 
ЛВО
.

                         Начальник ПП ОГПУ в ЛВО     (Мессинг) (Подпись)

                         Начальник СОЧ               (Райский) (Подпись)

                         Начальник 4-го отдела СОЧ   (Кутин)   (Подпись)

30 декабря 1925 г.»
[
11
]
```